# 이파네마에서 온 소녀
이파네마에서 온 소녀(브라질 포르투갈어: Garota de Ipanema)는 브라질의 안토니우 카를루스 조빙이 1962년에 작곡한 보사노바 노래이다. 1960년대 중반 큰 인기를 끌었다.
포르투갈어 작사는 비니시우스 지 모라이스가, 영어 작사는 노먼 짐벨이 썼다. 첫 레코딩은 Getz/Gilberto 앨범에서였다. 아스투르드 지우베르투가 부르고, 주앙 지우베르투와 스탄 게츠가 함께 하였다.
다양한 버전의 노래가 있으며, 영화에서도 많이 쓰인다. 특히 엘리베이터 음악의 클리셰로 유명한데, 한 예로 영화 미스터 앤 미세스 스미스의 후반부 액션신에서 브래드 피트와 안젤리나 졸리가 엘리베이터에 탔을 때 엘리베이터 음악으로 나온다.